# Iraj Karimi
Pour les articles homonymes, voir Karimi.
Iraj Karimi, ou en translittération française Iradj Karimi (en persan : ایرج کریمی), est un réalisateur, scénariste et critique de cinéma iranien né en 1953 à Téhéran et mort le 2 septembre 2015 dans la même ville à l'âge de 62 ans.
Going by (en persan : از کنار هم می گذریم, Nous passons l’un à côté de l’autre), sorti en 2001, est son premier film en tant que réalisateur. Il est en même temps traducteur de quelques livres au sujet du cinéma.

## Carrière
Iraj Karimi commence sa carrière à la télévision en réalisant Ahang-e penhan (Une mélodie cachée), téléfilm diffusé par IRIB en 1991. Au cinéma en 1990, il écrit le scénario de Safar-e jadouie (Voyage enchanté) réalisé par Abolhassan Davoudi, ainsi que Behtarin baba-ye donia (Le Meilleur papa du monde) de Darioush Farhang. À la suite de Going by en 2000, il fait le scénario et la réalisation de Chand tar-e mou (Quelques brins de cheveux) en 2003 et Bagh-hay-e Kandalos (Les jardins de Kandalos), avec Mohammad Reza Foroutan jouant le personnage principal, en 2004. En 2006, son dernier film Nasle- Jadouie (Une génération enchantée) est affiché au cinéma.
Iraj Karimi meurt le 2 septembre 2015, à l'âge de 62 ans, dans un hôpital de Téhéran des suites d'un cancer du sang. Il est inhumé dans la section « artistes » du cimetière Behesht-e Zahra.

## Filmographie
- 2001 : Az Kenar-e Ham Migozarim (Going by)
- 2003 : Chand Tar-e Mou (Quelques brins de cheveux)
- 2004 : Bagh-hay-e Kandalos (Les Jardins de Kandalos)
- 2006 : Nasl-e Jadouei (Une génération enchantée)
- 2008 : Ravabet (Les Relations)